# Reprezentacja Wysp Owczych U-21 w piłce nożnej mężczyzn
Reprezentacja Wysp Owczych U-21 w piłce nożnej – młodzieżowa reprezentacja Wysp Owczych sterowana przez Farerski Związek Piłki Nożnej.
Wyspy Owcze jak dotąd ani razu nie zakwalifikowały się do Mistrzostw Europy U-21.